# Torneig d'Històrics del Futbol Català 2012
La XXVIIa edició del Torneig d'Històrics del Futbol Català fou organitzada pel Futbol Club Martinenc. Es disputà a principis d'agost de 2012 al camp municipal del Guinardó. Hi participaren 12 clubs repartits en quatre grups de 3 equips que s'enfrontaren en eliminatòries triangulars (tres partits de 45 minuts) amb els vencedors de cada grup avançant vers les semifinals i final, jugades a 90 minuts. Fins a 7 equips d'arreu de Catalunya debutaran en l'edició d'enguany, invitats d'una banda per les renúncies de fixes com la Unió Atlètica d'Horta, Unió Esportiva Sants o Club Esportiu Europa per diversos motius, però també en un intent del comitè organitzador de revifar el nivell del torneig.

## Distribució de grups
| Grup 1       | Grup 2      | Grup 3         | Grup 4      |
| ------------ | ----------- | -------------- | ----------- |
| CF Badalona  | AE Prat     | UE Sant Andreu | AEC Manlleu |
| UE Rubí      | FC Santboià | FC Vilafranca  | UE Cornellà |
| FC Martinenc | CE Júpiter  | CF Mollet UE   | UE Vilassar |

|  | Campió vigent    |
|  | Cap de sèrie     |
|  | Debutant         |
|  | Segona Divisió B |
|  | Tercera Divisió  |
|  | Primera Catalana |

## Resultats i classificacions
| Grup 1 |

| 6 agost 2012                     | CF Badalona                                                                               | 0 – 0                     | UE Rubí                                                                                         | El Guinardó, Barcelona                                                                                |                         |
| 18:30                            | Marcos Ferrón, Gallardo, Pelegrí, Bermudo Xavi Muñoz, Gabri, Batanero, Borja Juanma, Samu | Mundo Deportivo Històrics | Juanmi Oriol Dot, Ortega, Sergi Díaz, Aitor Olmo José Antonio, Molina, Isma, Criado Javi, Ángel | Guinardó · 450 espectadors · Francisco Javier Pazo Mora · Raúl Calle Martínez · Héctor Robas Bondia · |                         |
|                                  |                                                                                           | Tanda de penals           |                                                                                                 | |                         |
| Pelegrí (aturat) · Juanma · Samu | Pelegrí (aturat) · Juanma · Samu                                                          | 2 – 3                     | Criado · Ángel · Molina                                                                         | Criado · Ángel · Molina                                                                               | Criado · Ángel · Molina |

| 6 agost 2012 | CF Badalona | 2 – 0                     | FC Martinenc                                                                     | El Guinardó, Barcelona                                                                                |  |
| 19:30        | Manolo Bueno 15' · Joan Grasa 41' Álex · Fabricio, Sergi Pérez, Marcelo, John · Canario, Joaquín, Javi Moreno, Juanma · Manolo Bueno, Joan Grasa | Mundo Deportivo Històrics | Carulla Campos, Diego, Sergio, Hinojosa Valderas, Fusté, Aitor, Pitu Joel, Rueda | Guinardó · 400 espectadors · Raúl Calle Martínez · Francisco Javier Pazo Mora · Héctor Robas Bondia · |  |

| 6 agost 2012 | UE Rubí | 0 – 0                     | FC Martinenc                                                                      | El Guinardó, Barcelona                                                                                |  |
| 20:30        | Babi 40' (aturat i a corner) Juanmi · Eros, Mario, Kiki, Xavi Muñoz · Javi Calvo, Rugi, Adrián Díaz, Adri · Babi, Raventós | Mundo Deportivo Històrics | Jesús Unzúe Campos, Diego, Sergio, Hinojosa Raúl, Miguel, Aitor, Pitu Joel, Rueda | Guinardó · 300 espectadors · Héctor Robas Bondia · Francisco Javier Pazo Mora · Raúl Calle Martínez · |  |

|    |  |              | Punts | J | G | E | P | GF | GC | DG |
| -- |  | ------------ | ----- | - | - | - | - | -- | -- | -- |
| 1. |  | CF Badalona  | 4     | 2 | 1 | 1 | 0 | 2  | 0  | 2  |
| 2. |  | UE Rubí      | 2     | 2 | 0 | 2 | 0 | 0  | 0  | 0  |
| 3. |  | FC Martinenc | 1     | 2 | 0 | 1 | 1 | 0  | 2  | 2  |
|    |  |              |       |   |   |   |   |    |    |    |

| Grup 2 |

| 7 agost 2012                              | AE Prat                                                                                           | 0 – 1                                            | FC Santboià | El Guinardó, Barcelona                                                                        |                                                              |
| 18:30                                     | Toni Óscar Sierra, Cazorla, Murillo, Larios Sebas, Fernando David López, Alcaraz, Álex Cano Pedro | Mundo Deportivo L'Esportiu Històrics FC Santboià | 31' Jordi Martínez Jaume Albert · Isaac, Javi, Dani Iglesias, Jaime · Àlex Fernández, Heredia, Iván Díaz · Del Moral, Jordi Martínez, Cristian | Guinardó · 250 espectadors · Daniel Navarro Jiménez · Juan Rodríguez Portolés · Toni Montes · |                                                              |
|                                           |                                                                                                   | Tanda de penals                                  | |                                                                                               |                                                              |
| David López · Cazorla · Larios · Fernando | David López · Cazorla · Larios · Fernando                                                         | 4 – 3                                            | Del Moral · Àlex Fernández · Jordi Martínez · (aturat) Jaime                                                                                   | Del Moral · Àlex Fernández · Jordi Martínez · (aturat) Jaime                                  | Del Moral · Àlex Fernández · Jordi Martínez · (aturat) Jaime |

| 7 agost 2012 | AE Prat                                                                                               | 0 – 2                                | CE Júpiter | El Guinardó, Barcelona                                                                        |  |
| 19:30        | Alberto Óscar Sierra, Miki, Murillo, Ricarte Charly Ruiz, Alcaraz David López, Fran Bea, Ferran Jaime | Mundo Deportivo L'Esportiu Històrics | 13' Elhadji · 21' Romo Sergio · Xavi Valls, Isra, Oriol, Javi · Guille, Masa, Peter, Toni Pérez · Elhadji, Romo | Guinardó · 300 espectadors · Juan Rodríguez Portolés · Daniel Navarro Jiménez · Toni Montes · |  |

| 7 agost 2012 | FC Santboià | 1 – 0                                            | CE Júpiter                                                                | El Guinardó, Barcelona                                                                        |  |
| 20:30        | Reyes 46' Marc Ramírez · Víctor, Javi, Fran Erencia, Jaime · Joel, Moreno, Kevin · Carles Tristán, Reyes, Jonathan | Mundo Deportivo L'Esportiu Històrics FC Santboià | Sergio Poche, Tonet, Oriol, Javi Guille, Masa, Peter, Mechi Elhadji, Romo | Guinardó · 200 espectadors · Toni Montes · Daniel Navarro Jiménez · Juan Rodríguez Portolés · |  |

|    |  |             | Punts | J | G | E | P | GF | GC | DG |
| -- |  | ----------- | ----- | - | - | - | - | -- | -- | -- |
| 1. |  | FC Santboià | 6     | 2 | 2 | 0 | 0 | 2  | 0  | 2  |
| 2. |  | CE Júpiter  | 3     | 2 | 1 | 0 | 1 | 2  | 1  | 1  |
| 3. |  | AE Prat     | 0     | 2 | 0 | 0 | 2 | 0  | 3  | 3  |
|    |  |             |       |   |   |   |   |    |    |    |

| Grup 3 |

| 8 agost 2012            | UE Sant Andreu                                                                                                 | 1 – 0                                    | FC Vilafranca                                                                                | El Guinardó, Barcelona                                                                            |         |
| 18:30                   | David Prats 21' Morales · Chapi, Dídac, Rubén, Jorge · Sergio Gómez, Cárdenas, Josu, Arnau · Quim, David Prats | Mundo Deportivo L'Esportiu Històrics BTV | Yannick Javi González, Bacaicoa, Domínguez, Ismael Calvo, Bryan, Puchi, Valerio Marcos, Guti | Guinardó · 300 espectadors · Pau García Fuster · Arnau Llopart Carbó · Juan Manuel Martín Varas · |         |
|                         | | Tanda de penals                          |                                                                                              |                                                                                                   |         |
| · Arnau · Quim (aturat) | · Arnau · Quim (aturat)                                                                                        | 2 – 3                                    | · Puchi                                                                                      | · Puchi                                                                                           | · Puchi |

| 8 agost 2012                | FC Vilafranca | 1 – 0                                | CF Mollet UE                                                                           | El Guinardó, Barcelona                                                                            |                                              |
| 19:30                       | Dani Delgado 07' Ismael · Yebran, Domínguez, Bacaicoa, Font · Oriol, Antolínez, Puchi, Michael, Dani Delgado, Nacarino | Mundo Deportivo L'Esportiu Històrics | Juanjo Germán, Édgar, Osuna, Quique Ricky, Uri Àlex Gil, Dani Arqués, Rubén Diego Novo | Guinardó · 200 espectadors · Arnau Llopart Carbó · Pau García Fuster · Juan Manuel Martín Varas · |                                              |
|                             | | Tanda de penals                      |                                                                                        |                                                                                                   |                                              |
| Michael · Nacarino · Marcos | Michael · Nacarino · Marcos                                                                                            | 3 – 2                                | Lluís Maíllo · Caballero · (aturat) Àlex Gil                                           | Lluís Maíllo · Caballero · (aturat) Àlex Gil                                                      | Lluís Maíllo · Caballero · (aturat) Àlex Gil |

| 8 agost 2012 | UE Sant Andreu                                                                                        | 1 – 0                                    | CF Mollet UE                                                                                   | El Guinardó, Barcelona                                                                            |  |
| 20:30        | Édgar 22' Éric · Víctor, Melo, Azparren, Jilmar · Xavi Jiménez, Cárdenas, Josu, Arnau · Jarque, Édgar | Mundo Deportivo L'Esportiu Històrics BTV | Cesc Javi, Quim, Osuna, Cristian Gómez Àlex Gil, Uri Lluís Maíllo, Berni, Caballero Diego Novo | Guinardó · 125 espectadors · Juan Manuel Martín Varas · Pau García Fuster · Arnau Llopart Carbó · |  |

|    |  |                | Punts | J | G | E | P | GF | GC | DG |
| -- |  | -------------- | ----- | - | - | - | - | -- | -- | -- |
| 1. |  | UE Sant Andreu | 6     | 2 | 2 | 0 | 0 | 2  | 0  | 2  |
| 2. |  | FC Vilafranca  | 3     | 2 | 1 | 0 | 1 | 1  | 1  | 0  |
| 3. |  | CF Mollet UE   | 0     | 2 | 0 | 0 | 2 | 0  | 2  | 2  |
|    |  |                |       |   |   |   |   |    |    |    |

| Grup 4 |

| 9 agost 2012                                          | AEC Manlleu                                                                                               | 0 – 0                         | UE Cornellà                                                                      | El Guinardó, Barcelona                                                                                         |                      |
| 18:30                                                 | Barragán Juanjo, Archi, Iván Fernández, Joan Muntada Guzmán, Putxi, Barnils, Ramon Masó Adrià, Manel Sala | Mundo Deportivo Històrics BTV | Bermúdez Franco, José, Capó, Guille Puerto, David, Pep Caballé Pla, Civil, Enric | Guinardó · 250 espectadors · David Congost Larrosa · Vicente Alexandre Muñoz Baquero · Albert López Martínez · |                      |
|                                                       | | Tanda de penals               |                                                                                  | |                      |
| Arxi (aturat) · Guzmán (aturat) · Manel Sala (aturat) | Arxi (aturat) · Guzmán (aturat) · Manel Sala (aturat)                                                     | 0 – 3                         | Enric · Pla · Franco                                                             | Enric · Pla · Franco                                                                                           | Enric · Pla · Franco |

| 9 agost 2012                             | AEC Manlleu                                                                                   | 1 – 1                         | UE Vilassar de Mar                                                                                                  | El Guinardó, Barcelona                                                                                         |                                                |
| 19:30                                    | Fortet 35' Fran · Manu, Archi, Seuma, Munti · Juanjo, Ivi, Gely, Youssef · Manel Sala, Fortet | Mundo Deportivo Històrics BTV | 45' Álex Imanol · Borja, David García, Alberto, Aitor · Edu Domingo, Cervantes · Álex, Molina, Sergio Urbano · Quim | Guinardó · 300 espectadors · Albert López Martínez · Vicente Alexandre Muñoz Baquero · David Congost Larrosa · |                                                |
|                                          |                                                                                               | Tanda de penals               | | |                                                |
| Barnils (aturat) · Seuma · Gely (aturat) | Barnils (aturat) · Seuma · Gely (aturat)                                                      | 1 – 0                         | (aturat) David García · (al pal) Peque · Aitor                                                                      | (aturat) David García · (al pal) Peque · Aitor                                                                 | (aturat) David García · (al pal) Peque · Aitor |

| 9 agost 2012 | UE Cornellà                                                                            | 1 – 0                         | UE Vilassar de Mar | El Guinardó, Barcelona                                                                                         |  |
| 20:30        | Ñito 12' Iñigo · Joel, Nacho, Capó, Israel · Guinovart, Luis, Ñito · Pla, Boris, Enric | Mundo Deportivo Històrics BTV | 25' (aturat) Finidi Imanol · Borja, Marc, Alberto, Uri Grau · Edu Domingo, Cervantes · Álex, Molina, Sergio Urbano · Quim | Guinardó · 300 espectadors · Vicente Alexandre Muñoz Baquero · Albert López Martínez · David Congost Larrosa · |  |

|    |  |                    | Punts | J | G | E | P | GF | GC | DG |
| -- |  | ------------------ | ----- | - | - | - | - | -- | -- | -- |
| 1. |  | UE Cornellà        | 4     | 2 | 1 | 1 | 0 | 1  | 0  | 1  |
| 2. |  | AEC Manlleu        | 2     | 2 | 0 | 2 | 0 | 1  | 1  | 0  |
| 3. |  | UE Vilassar de Mar | 1     | 2 | 0 | 1 | 1 | 1  | 2  | 1  |
|    |  |                    |       |   |   |   |   |    |    |    |

| Semifinals |

| 10 agost 2012                                                        | CF Badalona                                                                                        | 0 – 0                                | FC Santboià | El Guinardó, Barcelona                                                                                  |                                                            |
| 18:00                                                                | Marcos Ferrón, Sergi Pérez, Gallardo, Bermudo Javi Moreno, Xavi Muñoz, Gabri, Juanma Samu, Canario | Mundo Deportivo L'Esportiu Històrics | 90' (al travesser i corner) Jordi Martínez Marc Ramírez · Isaac, Javi, Fran Erencia, Jaime · Joel, Heredia, Iván Díaz · Del Moral, Reyes, Cristian | Guinardó · 150 espectadors · José Pérez Bueno · Francisco Javier Rastrero Ordóñez · Dídac Molina Peig · |                                                            |
|                                                                      | | Tanda de penals                      | | |                                                            |
| Joan Grasa (aturat) · Sergi Pérez · Xavi Muñoz · Manolo Bueno (fora) | Joan Grasa (aturat) · Sergi Pérez · Xavi Muñoz · Manolo Bueno (fora)                               | 2 – 4                                | Fran Erencia · Del Moral · Jordi Martínez · Àlex Fernández                                                                                         | Fran Erencia · Del Moral · Jordi Martínez · Àlex Fernández                                              | Fran Erencia · Del Moral · Jordi Martínez · Àlex Fernández |

| 10 agost 2012                                                   | UE Sant Andreu                                                                       | 0 – 0                                | UE Cornellà                                                                  | El Guinardó, Barcelona                                                                               |                                                        |
| 20:00                                                           | Morales Chapi, Azparren, Dídac, Rubén Víctor, Xavi Jiménez, Jorge, Édgar Quim, Prats | Mundo Deportivo L'Esportiu Històrics | Bermúdez Joel, José, Capó, Israel Luis, David, Pep Caballé Pla, Boris, Enric | Guinardó · 200 espectadors · Rubén Ávalos Barrera · Édgar Carmona Martínez · Roger Vallès Balcells · |                                                        |
|                                                                 |                                                                                      | Tanda de penals                      |                                                                              | |                                                        |
| Prats · Arnau · Josu (Panenka) · Melo (aturat) · Édgar (aturat) | Prats · Arnau · Josu (Panenka) · Melo (aturat) · Édgar (aturat)                      | 3 – 4                                | Franco · Boris · (al pal) Puerto · Pep Caballé · David                       | Franco · Boris · (al pal) Puerto · Pep Caballé · David                                               | Franco · Boris · (al pal) Puerto · Pep Caballé · David |

| Final |

| FC Santboià                                             | 4 – 2                                | UE Cornellà            |
| ------------------------------------------------------- | ------------------------------------ | ---------------------- |
| Jordi Martínez 36' 47' · Àlex Fernández 40' · Reyes 88' | Mundo Deportivo L'Esportiu Històrics | 17' Franco · 60' Boris |

| Santboià | Cornellà |

| Jaume Albert Sánchez |     |     |
| Víctor Márquez       |     |     |
| Javi Calvo           |     |     |
| Fran Erencia         |     | 56' |
| Jaime Hernández      |     | 48' |
| Àlex Fernández       | 26' |     |
| Kevin Sánchez        |     | 71' |
| Iván Díaz            |     |     |
| Cristian del Moral   |     | 48' |
| Jordi Martínez       | 45' | 65' |
| Jonathan Collado     |     | 83' |
| Reserves:            |     |     |
| Marc Ramírez         |     |     |
| Moreno               |     | 56' |
| Dani García          |     | 48' |
| José Luis Reyes      |     | 65' |
| Javier Heredia       |     | 83' |
| Carles Tristán       |     | 48' |
| Isaac Burgos         |     |     |
| Miguel Estrada       |     | 71' |
| Entrenador:          |     |     |
| Miguel López         |     |     |

| Iñigo Alberto Iñigo   |     | 45' |
| Franco Sanchírico     |     |     |
| José Antonio García   |     | 51' |
| Raül Capó             | 66' |     |
| Israel Delgado        |     | 45' |
| Alexandre Pla         |     | 72' |
| David García Gall     |     |     |
| Luis Gaudioso         |     | 57' |
| Xavi Civil            |     |     |
| Boris Garros          |     |     |
| Pere Olivé            |     | 51' |
| Reserves:             |     |     |
| José Miguel Bermúdez  |     | 45' |
| Joel Marín            |     | 51' |
| Nacho Ruiz            |     |     |
| Guille Ramos          |     | 45' |
| Xavi Puerto           |     | 57' |
| Antonio Martín 'Ñito' |     | 72' |
| Pep Caballé           |     | 51' |
| Entrenador:           |     |     |
| Jordi Roger           |     |     |

## Golejadors i millors jugadors
| Gols |                       |                    |
| ---- | --------------------- | ------------------ |
| 3    | Jordi Martínez        | FC Santboià        |
| 2    | José Luis Reyes       | FC Santboià        |
| 1    | Boris Garros          | UE Cornellà        |
|      | Àlex Fernández        | FC Santboià        |
|      | Franco Sanchírico     | UE Cornellà        |
|      | Antonio Martín 'Ñito' | UE Cornellà        |
|      | Álex Cañadilla        | UE Vilassar de Mar |
|      | Eduard Fortet         | AEC Manlleu        |
|      | Édgar Hernández       | UE Sant Andreu     |
|      | Dani Delgado          | FC Vilafranca      |
|      | David Prats           | UE Sant Andreu     |
|      | David Romo            | CE Júpiter         |
|      | Elhadji Bandeh        | CE Júpiter         |
|      | Joan Grasa            | CF Badalona        |
|      | Manolo Bueno          | CF Badalona        |
|      |                       |                    |

| Grup 1                    | Grup 2                   | Grup 3                      | Grup 4                           |
| ------------------------- | ------------------------ | --------------------------- | -------------------------------- |
| Manolo Bueno (Badalona)   | Elhadji Bandeh (Júpiter) | Arnau Tobella (Sant Andreu) | Álex Cañadilla (Vilassar de Mar) |
| Semifinal 1               | Semifinal 1              | Semifinal 2                 | Semifinal 2                      |
| sense dades               | sense dades              | sense dades                 | sense dades                      |
| Final                     |                          |                             |                                  |
| Jordi Martínez (Santboià) |                          |                             |                                  |

## Fets destacats
- El Futbol Club Santboià, debutant l'any passat, aconsegueix ja enguany el seu primer títol, el 12è equip en assolir-lo.
- Els quatre semifinalistes arriben a la semifinal sense encaixar cap gol, així com els dos finalistes a la final.
- Amb 1,20 gols per partit es bat un rècord negatiu. L'anterior datava de la XXVa edició (2010) amb 1,27.
- Televisió de Catalunya deixa de retransmetre en directe la final, que venia cobrint des de 1993.
- El certamen torna a establir la seva seu en el Municipal del Guinardó de manera permanent.[3]